# Шренськ (гміна)
Гміна Шренськ (пол. Gmina Szreńsk) — сільська гміна у центральній Польщі. Належить до Млавського повіту Мазовецького воєводства.
Станом на 31 грудня 2011 у гміні проживало 4491 особа.

## Площа
Згідно з даними за 2007 рік площа гміни становила 109.66 км², у тому числі:
- орні землі: 82.00%
- ліси: 12.00%

Таким чином, площа гміни становить 9.36% площі повіту.

## Населення
Станом на 31 грудня 2011:
| Опис     | Загалом | Загалом | Чоловіки | Чоловіки | Жінки | Жінки |
| -------- | ------- | ------- | -------- | -------- | ----- | ----- |
| одиниця  | осіб    | %       | осіб     | %        | осіб  | %     |
| все      | 4491    | 100     | 2233     | 49.72    | 2258  | 50.28 |
| міське   | 0       | 100     | 0        |          | 0     |       |
| сільське | 4491    | 100     | 2233     | 49.72    | 2258  | 50.28 |

## Сусідні гміни
Гміна Шренськ межує з такими гмінами: Бежунь, Вішнево, Журомін, Кучборк-Осада, Ліповець-Косьцельни, Радзанув, Стшеґово.